# Ecitophora parva
Ecitophora parva är en tvåvingeart som beskrevs av Schmitz 1923. Ecitophora parva ingår i släktet Ecitophora och familjen puckelflugor. Inga underarter finns listade i Catalogue of Life.